# Joseph Wirth
Karl Joseph Wirth, född 6 september 1879 i Freiburg im Breisgau, död där 3 januari 1956, var en tysk matematiker och politiker (Centrumpartiet). Han var Tysklands rikskansler 10 maj 1921 till 22 november 1922 och samtidigt Tysklands utrikesminister 10-23 maj 1921, oktober 1921-januari 1922 samt juni- november 1922 och därutöver Tysklands finansminister maj-oktober 1921.
Wirth, som var matematikprofessor och som räknades till Centrumpartiets vänsterflygel, innehade ämbetena som rikskansler och utrikesminister i en center-vänster-koalitionsregering som innefattade Centrumpartiet, socialdemokraterna och liberala Tyska Demokratiska Partiet, och som innehade regeringsmakten i en turbulent tid. Han försökte kraftfullt att motverka de reaktionära strömningarna, som bland annat ledde till mordet på politikern Matthias Erzberger 26 augusti 1921 och han tvingade Bayerns ministerpresident Gustav von Kahr att avgå 11 september 1921.
Wirth och hans utrikesminister under 1922 Walther Rathenau, som under 1921 var rekonstruktionsminister, arbetade aktivt för att visa Tysklands engagemang att leva upp till kraven fastslagna i Versaillefördraget. Den politiska kris som följde efter beslutet om att dela Oberschlesien ledde till att Wirth i oktober 1921 rekonstruerade sin ministär. Den egentlige starke mannen i Wirths ministär anses alltjämt ha varit hans karaktärsstarka utrikesminister Walter Rathenau och vid mordet på denne i juni 1922 entledigades Wirth av rikspresident Friedrich Ebert och blev istället ny utrikesminister efter Rathenau. Wirth efterträddes av Wilhelm Cuno i spetsen för en liberal-centerministär.
Mellan 1933 och 1949 var Wirth bosatt i Schweiz.